# Cadillac (AOC)
Pour les articles homonymes, voir Cadillac.
Le cadillac est un vin liquoreux français d'appellation d'origine contrôlée produit sur vingt-deux communes autour de Cadillac-sur-Garonne.
Le cadillac forme avec les appellations  loupiac et sainte-croix-du-mont une petite région produisant des vins liquoreux au sein du vignoble de l'Entre-deux-Mers, face au Sauternais.  L'appellation ne doit pas être confondue avec le cadillac-côtes-de-bordeaux, un vin rouge (les aires de production ne sont pas identiques).

## Historique
L'histoire de la viticulture locale partage son histoire originelle avec celle de la viticulture de Bordeaux. Les vins blancs sucrés produits autour de Cadillac-sur-Garonne étaient d'abord vendus sous le nom de premières-côtes-de-bordeaux, une appellation reconnue officiellement en 1937. En novembre 1955, la dénomination « Cadillac » est autorisée en rajout du nom de l'appellation, pour les vins blancs des communes au sud de l'aire d'appellation.
Cadillac bénéficie d'une appellation spécifique aux vins liquoreux depuis le décret du 10 août 1973. Le cahier des charges est ensuite modifié en octobre 2009 (passage en AOP), en décembre 2011, en juin 2014, en novembre 2017 et en mars 2022.

## Vignoble
| \| Bordeaux Cadillac \| Localisation de l'appellation au sein du vignoble de Bordeaux. |
| Bordeaux Cadillac                                                                      |

### Aire géographique
Cadillac-sur-Garonne est une petite ville coincée entre la rive droite de la Garonne et la falaise calcaire du plateau de l'Entre-deux-Mers, à une trentaine de kilomètres de Bordeaux.
L'aire d'appellation concerne 22 communes : Baurech, Béguey, Cadillac-sur-Garonne, Capian, Cardan, Donzac, Gabarnac, Haux, Langoiran, Laroque, Lestiac-sur-Garonne, Monprimblanc, Omet, Paillet, Rions, Saint-Germain-de-Grave, Saint-Maixant, Semens, Tabanac, Le Tourne, Verdelais et Villenave-de-Rions.
En 2008, la surface utilisée pour produire l'appellation était de 128 hectares ; en 2023, elle s'est réduite à 58 ha.

### Géologie et pédologie
La formation du sous-sol date de l'ère tertiaire. Il est recouvert par endroits d'alluvions quaternaires. Les couches sédimentaires qui forment le sous-sol sont les suivantes :
- calcaire à Astéries ;
- molasses de l'Agenais ;
- argiles à graviers du Pliocène ;
- alluvions graveleuses du Quaternaire (graves garonnaises) dans certains vignobles[12],[13].

Les types de sols qui portent le vignoble sont suivant le sous-sol :
- bruns calcaires et argilo-calcaires sur le calcaire à Astéries ;
- bruns calcaires et caillouteux sur les pentes au sud et au sud-ouest ;
- argileux sur la molasse  de l'Agenais ;
- de boulbènes, des sols limono-argileux, limono-sableux, profonds, très fertiles qui se sont développés sur des alluvions fines de la Garonne et des molasses de l'Agenais[14].

### Climatologie
La région de Cadillac bénéficie du même climat océanique tempéré que la station météorologique de Mérignac. (voir climatologie du vignoble de Bordeaux)
La présence de la Garonne a pied du vignoble crée un climat local. L'automne, la rivière crée une humidité matinale qui s'estompe dans la journée; elle favorise l'action de la pourriture et la transforme en pourriture noble.

### Encépagement
L'appellation est plantée en cépages traditionnels du bordelais. Le cahier des charges autorise le sémillon B, le sauvignon (blanc et gris) et la muscadelle B, sans contraintes sur l'assemblage
Le sémillon B occupe 70 % des surfaces. Cépage à haut potentiel de concentration en sucre, il offre au Botrytis cinerea une pellicule fine qui favorise la pourriture noble. Le sauvignon (blanc et gris sont regroupés) apporte une touche de vivacité à hauteur de 20 % de l'encépagement et la muscadelle B donne une touche de complexité supplémentaire avec ses 10 % de vignes.

### Conduite du vignoble
La densité de plantation est au minimum de 4 500 ceps par hectare. L'écartement entre rangs est limité à 2,50 mètres, l'écartement entre ceps dans le rang est d'au moins 0,85 mètre.
La taille de la vigne est annuelle, avant le stade des premières feuilles étalées. Elle accepte les tailles en Guyot simple et double, en cordon de Royat, en éventail ou en gobelet. Le nombre d'yeux (bourgeons porteurs de grappes) est limité à 12. Après épamprage et vendange en vert, le nombre de grappe est limité à 14 par cep.
Les parcelles à l'état d'abandon ne peuvent pas être revendiquées en AOC. Le viticulteur doit tondre ou traiter aux herbicides l'enherbement de la vigne pour éviter un microclimat humide sous les feuilles, favorable aux maladies cryptogamiques. Il traite aussi pour maintenir la pression des maladies (mildiou, oïdium) en dessous du seuil qualitativement admissible. Le taux de ceps morts ou manquants est limité à 20 %. En cas de dépassement, le rendement est amputé dans la même proportion.

### Récolte
La récolte se fait à bonne maturité du raisin. Elle est évaluée par la présence de pourriture noble sur le raisin ou les symptômes de surmaturité liés au passerillage : grains flétris, dorés. Elle s'apprécie aussi par la mesure du taux de sucre. Pour commencer la récolte, le raisin doit contenir au moins 255 grammes par litre.
La récolte se fait à la main par passage successifs avec tri du raisin. Les vendangeurs ont pour consigne de ne ramasser que les grappes ou portions de grappe arrivées à pleine maturité ou bien concentrées par la pourriture noble. Cette pratique exclut de fait la machine à vendanger.

## Vins

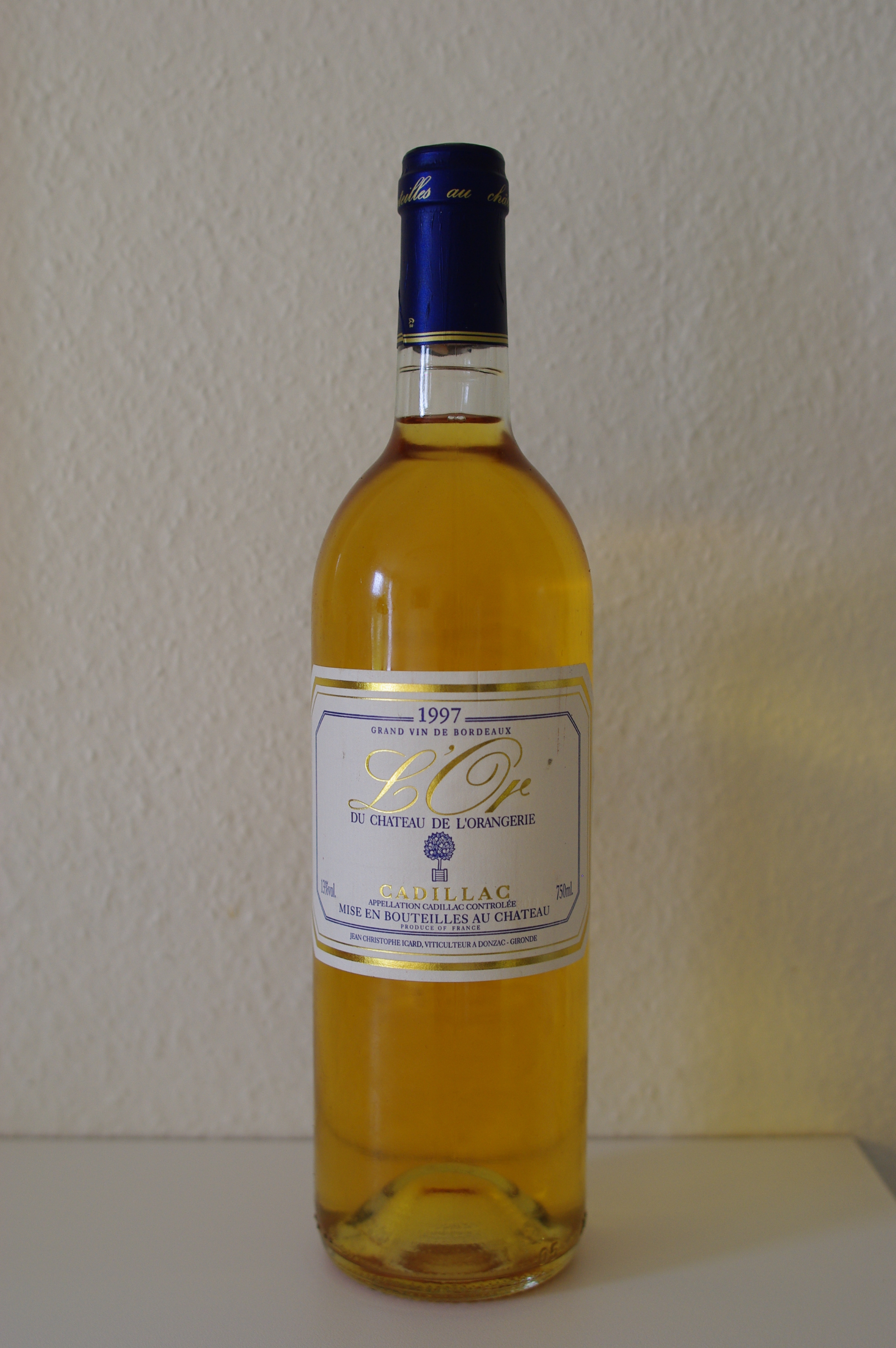
Une bouteille de cadillac, L'Or du Château de l'Orangerie, 1997.

Le cadillac étant un vin liquoreux, le cahier des charges comporte une série de contraintes particulières :
- les raisins doivent être récoltés à surmaturité, botrytisés et /ou passerillés sur souche ;
- les raisins doivent être récoltés manuellement par tries successives ;
- les raisins doivent avoir une richesse en sucre supérieure à 255 grammes par litre de moût;
- les vins doivent présenter un titre alcoométrique volumique naturel minimum de 15 %.

### Vinification
Dès son arrivée au chai, le raisin est pressuré. L'opération se fait lentement pour laisser le temps au moût de sortir des grains presque secs. Le rendement en jus est d'ailleurs faible. L'usage d'appareils traumatisant pour l'intégrité du raisin est interdit : benne autovidante par foulo-pompe, égouttoir dynamique et pressoir à vis de petit diamètre.
Le moût est mis en cuve et refroidi pour le débourbage. À sa suite, le moût est mis à fermenter, en cuve ou en barrique. 
La fermentation est longue, le sucre et l'alcool nuisant au rendement des levures. Lorsque le vin s'arrête naturellement de fermenter ou le vigneron stoppe l'opération par refroidissement et filtration stérile : cette filtration utilise une maille très fine qui retient les levures anesthésiées par le froid. À ce stade, le vin est stabilisé contre une éventuelle contamination levurienne ou bactérienne par l'ajout de sulfite.
Le vin est élevé quelques mois en cuve ou en barrique : il ne peut quitter le chai avant le 31 mars de l'année qui suit la récolte. Des soutirages trimestriels éliminent progressivement les lies en suspension. Avant embouteillage, le vin est filtré et son taux de sulfite corrigé.

### Normes analytiques
Le vin doit avoir un titre alcoométrique acquis minimum de 12 de volume. La quantité de sucre résiduel (non fermenté) doit être d'au moins 51 grammes par litre.
En cas d'enrichissement, le titre alcoométrique du vin ne peut dépasser 19 % de volume, calculé avec le degré acquis additionné du degré potentiel représenté par la quantité de sucre.

### Rendements
Selon le cahier des charges de l'appellation, le rendement maximum doit être de 37 hectolitres par hectare, pouvant monter jusqu'au rendement butoir fixé à 40 hl/ha. En 2023, le rendement moyen a été de 17 hl/ha.
Les rendements moyens déclarés récemment sont :
| Année | Superficie (ha) | Production (hl) | Rendement (hl/ha) |
| ----- | --------------- | --------------- | ----------------- |
| 2019  | 85              | 1 998           | 23                |
| 2020  | 65              | 1 277           | 20                |
| 2021  | 48              | 662             | 14                |
| 2022  | 65              | 867             | 13                |
| 2023  | 58              | 1 012           | 17                |
| 2024  | 81              | 1 137           | 14                |

Pour référence, en 2008, le volume produit était de 6 000 hectolitres.

### Dégustation
Le vin a une robe couleur jaune d'or qui évolue lentement avec l'âge vers une teinte ambrée.
Les arômes sont généralement fruités (abricot, agrumes), floraux (chèvrefeuille, miel, acacia…) et épicés (vanille).
En bouche, ce vin est équilibré entre la douceur des arômes et du sucre, et la vivacité qui apporte une fraîcheur bienfaitrice. Le vieillissement apporte une onctuosité bien fondue.

### Accord mets-vins
Vin d'apéritif, il est à son aise avec des fruits secs, des amuse-bouches au roquefort, ou des mignardises exotiques (cuisine indienne ou chinoise).
En entrée, le melon lui sied, comme les salades exotiques (crevettes à l'ananas, crabe aux mangues).
Au cours du repas, c'est un bon compagnon des volailles, que ce soient le foie gras ou les viandes blanches en sauce, (poulet aux morilles, rôti de porc aux pruneaux) mais aussi les poissons en sauce ou la cuisine exotique sucrée-salée.
À la fin du repas, il fait merveille avec des fromages à pâte persillée (roquefort, ou bleu d'Auvergne), ou sur les desserts chocolatés ou de fruits cuits (tarte, sorbets, ou salade de fruits).

## Les producteurs
Quelques producteurs, : 
- Château Charron
- Château Fayau
- Château de Garbes
- Château Moulin de Corneil
- Château Peybrun
- Château Renon Cadillac
- Château de Teste
- Clos Carmelet
- Domaine du Vic